# Nationalsozialistische Propaganda

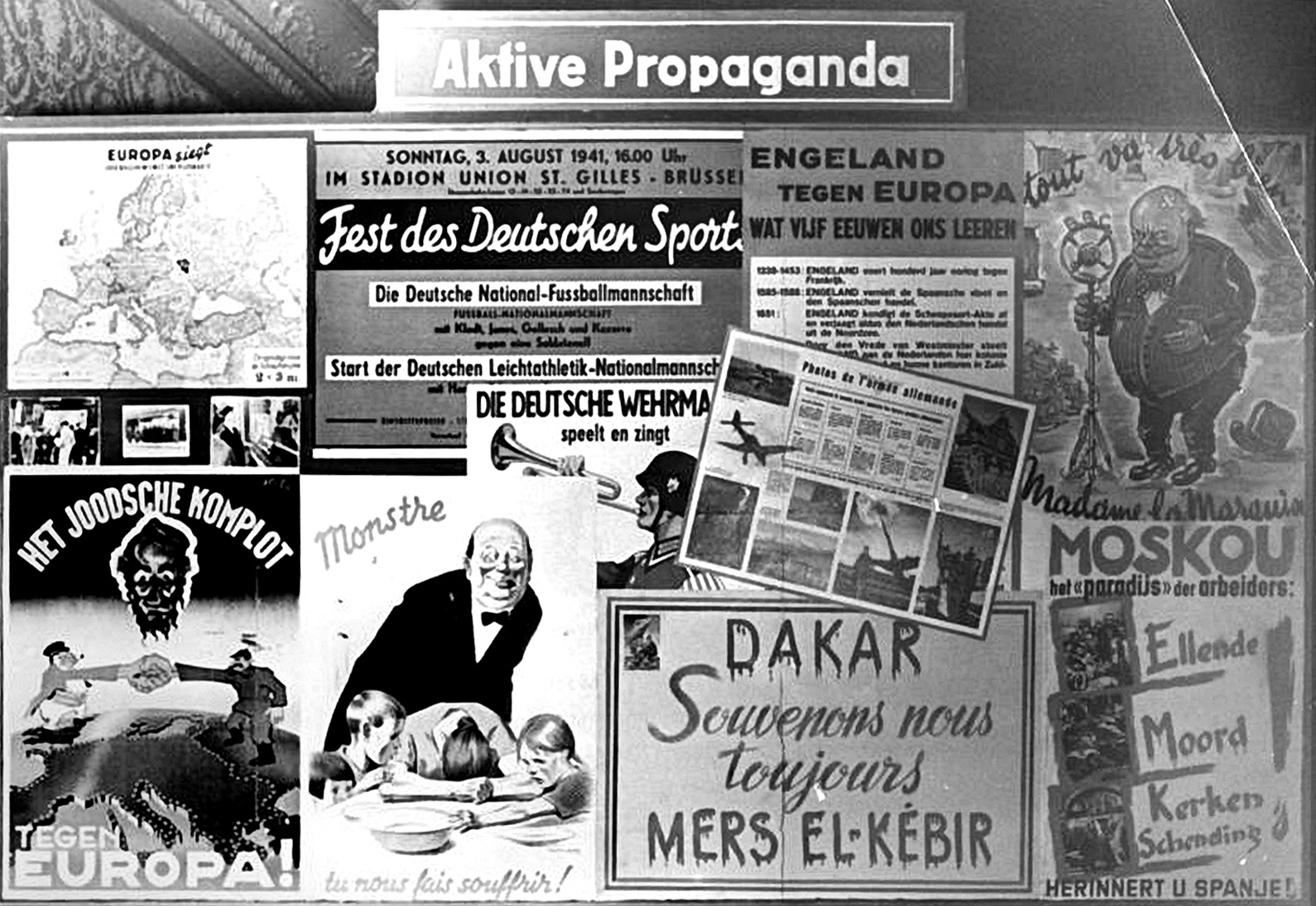
Wandtafel in einer Ausstellung über die Arbeit der Propaganda-Abteilung in Belgien, um Dezember 1941 / Januar 1942

Die nationalsozialistische Propaganda (auch NS- oder Nazi-Propaganda) war eine der zentralen Aktivitäten der Nationalsozialistischen Deutschen Arbeiterpartei (NSDAP). Sie diente während der Weimarer Republik dem Ziel der Machtübernahme, in der Zeit des Nationalsozialismus im Deutschen Reich der „Verwirklichung des kulturellen Willens des Führers“ und der „Durchdringung des gesamten deutschen Volkes mit der nationalsozialistischen Weltanschauung“. Zum Zweck der Propaganda wurden Presse, Rundfunk und Film eingesetzt.
Zentrale Themen der nationalsozialistischen Propaganda waren die sogenannten Novemberverbrecher und das Versailler Diktat, die Konspiration des angeblichen Weltjudentums und der damit eng verbundene Antikommunismus (Kampf gegen den jüdischen Bolschewismus), die Ideologie der Volksgemeinschaft, die Verherrlichung der Gefallenen der Bewegung und das Heldengedenken, das nationalsozialistische Frauenbild sowie der bedingungslose Führerkult um Adolf Hitler als Diktator. Direkt zur Kriegsvorbereitung dienten die Revision der deutschen Gebietsverluste infolge des Friedensvertrags von Versailles unter dem Schlagwort Heim ins Reich und die Legende, Deutschland sei ein Volk ohne Raum und müsse sich Lebensraum im Osten erobern.
Methodisch konzentrierte sich die Propaganda der Nationalsozialisten auf wenige Themen, die sie zu einprägsamen, an die Gefühle appellierenden Parolen verarbeitete. Sie folgte damit den Leitvorstellungen von Propaganda, die Adolf Hitler schon in seinem in den Jahren 1924 bis 1926 verfassten Grundlagenwerk Mein Kampf beschrieben hatte: „Gerade darin liegt die Kunst der Propaganda, dass sie, die gefühlsmäßige Vorstellungswelt der großen Masse begreifend, in psychologisch richtiger Form den Weg zur Aufmerksamkeit und weiter zum Herzen der breiten Masse findet.“
Wichtige Verbreitungsmittel der NS-Propaganda waren Bücher und Zeitungen, aber auch neue Medien wie Rundfunk und Film. Die Filmpolitik war sogar ein zentraler Bestandteil der Propaganda. Eine herausragende Rolle spielten zudem öffentliche Versammlungen und Aufmärsche, der Schulunterricht sowie eigene Organisationen wie die Hitlerjugend (HJ) oder der Bund Deutscher Mädel (BDM), aber auch materielle Begünstigungen gegenüber der Bevölkerung. Eine wesentliche Institution für die Verbreitung und Kontrolle nationalsozialistischer Propaganda war das von Propagandaminister Joseph Goebbels geleitete Reichsministerium für Volksaufklärung und Propaganda.

## Entwicklung

### Leitlinien nationalsozialistischer Propaganda in HitlersMein Kampf
In seinem 1924–1926 geschriebenen Buch Mein Kampf entwickelte Hitler bereits die wesentlichen Grundmuster und Leitlinien für die spätere nationalsozialistische Propaganda. Propaganda müsse sich vornehmlich an das Gefühl richten und nur sehr bedingt an den Verstand. Sie habe „volkstümlich zu sein und ihr geistiges Niveau einzustellen auf die Aufnahmefähigkeit der Beschränktesten unter denen, an die sie sich zu richten gedenkt“. Es sei „falsch, der Propaganda die Vielseitigkeit etwa des wissenschaftlichen Unterrichts geben zu wollen“. Hitler bekennt sich deutlich zum manipulativen Umgang von Propaganda mit Objektivität und Wahrheit. Propaganda habe „nicht objektiv auch die Wahrheit, soweit sie den anderen günstig ist, zu erforschen, um sie dann der Masse in doktrinärer Aufrichtigkeit vorzusetzen, sondern ununterbrochen der eigenen zu dienen“.
Als ein wesentliches Prinzip einer sich an die breite Masse der Bevölkerung richtenden Propaganda formuliert Hitler die Beschränkung auf wenige Themen, Gedanken und Schlussfolgerungen, die beharrlich wiederholt werden müssten.
Victor Klemperer schilderte später den Umgang der Nationalsozialisten mit Sprache in seinem Werk LTI – Notizbuch eines Philologen und kommt zu dem Ergebnis, dass die Rhetorik der Nationalsozialisten die Menschen weniger durch einzelne Reden, Flugblätter oder ähnliches beeinflusst habe als vielmehr durch die stereotype Wiederholung der immer wieder gleichen, mit nationalsozialistischen Vorstellungen besetzten Begriffe und Floskeln.

### Nationalsozialistische Propaganda vor 1933

#### Organisation
Im Zuge der Neugründung der NSDAP im Jahr 1925 und ihrer organisatorischen Festigung wurde das Amt des Reichspropagandaleiters der NSDAP aufgebaut. Zunächst erfolgte der vertikale Ausbau der Propagandaarbeit, vor allem der so genannten Propagandazellen bei den Gauleitungen und Ortsgruppen. Die von dem stellvertretenden Reichspropagandaleiter Heinrich Himmler 1928 ausgearbeiteten Richtlinien für Propagandaaktionen sollten besonders zur Vorbereitung und Durchführung von nationalsozialistischen Großveranstaltungen als Kernstück nationalsozialistischer Propaganda dienen.
Nach Hermann Esser und Gregor Strasser übernahm 1930 Joseph Goebbels das Amt des Reichspropagandaleiters, zusätzlich wurde er am 14. März 1933 Chef des neu gegründeten Reichsministeriums für Volksaufklärung und Propaganda. Erstmals im Reichstagswahlkampf 1930 und später bei den Wahlen im Juli und im November 1932 betrieb die NSDAP Wahlpropaganda, die bisher in Deutschland in dieser professionellen Form nicht bekannt war, beispielsweise durch den Einsatz ausgebildeter Reichsredner.
Die Propagandaleitung war organisatorisch der Reichspropagandaleitung der NSDAP zugeordnet und in der Münchener Parteizentrale (Braunes Haus) ansässig. Nach 1933 wurde eine Verbindungsstelle in Berlin eingerichtet, so dass sich allmählich ein Teil der Arbeit dorthin verlagerte.

#### Inhalte
Nach dem gescheiterten Hitlerputsch in München vom November 1923 legte Hitler für die NSDAP eine neue Marschroute fest. Sie besagte, dass die Putschtaktik durch eine neue Legalitätstaktik abgelöst werden sollte, um auf legalem Weg an die Regierungsgewalt zu kommen. Um dies zu erreichen, musste sie das Bild einer radikalen Splittergruppe abstreifen und sich eine Massenbasis verschaffen. Die Organisationsarbeit der demokratischen Parteien sollte dabei als Vorbild gelten. Politische Gegner wie auch der Parlamentarismus sollten mit deren eigenen Waffen geschlagen werden.
Um eine „Mobilisierung der Massen“ zu erreichen, wurde das Schwergewicht der politischen Arbeit auf die Propaganda gelegt. Hitlers bereits in Mein Kampf entwickelte Prinzipien
- Beschränkung auf wenige Themen und Schlagworte,
- geringer geistiger Anspruch,
- Abzielen auf das gefühlsmäßige Empfinden der Massen,[11]
- Vermeidung von Differenzierungen,
- und die tausendfache Wiederholung der jeweiligen Glaubenssätze

bestimmten nun das Vorgehen der nationalsozialistischen Propaganda, die so zu einer höchst erfolgreich eingesetzten Waffe des NS-Apparates wurde.
Nationalsozialistische Propaganda war auch ein Gegenkonzept zu den Methoden der demokratischen Parteien, deren politische Werbung sich stärker auf rationale Argumentation stützte. NS-Propaganda setzte demgegenüber auf den gewollten Verzicht von Erklärungen, einen Appell an das Irrationale und auf das emotionsgeladene Freund-Feind-Klischee. Die Kundgebungsreden, die bis 1933 das wichtigste Agitationsinstrument der Nationalsozialisten waren, hatten daher nicht die Aufgabe, anhand konkreter Pläne das Wahlprogramm und die politischen Ziele des Nationalsozialismus zu erläutern, sondern es sollte ein – im Einzelnen gar nicht definierter – „allgemeiner Glaube an den Nationalsozialismus“ vermittelt werden. Hinsichtlich möglicher Zukunftsperspektiven verfuhren die Propagandisten nach dem Rezept, allen alles zu versprechen und dabei konkrete Festlegungen zu vermeiden.
Zu den Bemühungen der NSDAP um Einfluss in der schwer zu erobernden katholischen Rheinprovinz, Bereich unterer Niederrhein, vermerkte ihr Oberpräsident Johannes Fuchs 1930 dienstlich:

„(Höhepunkt der NS-)Propaganda unter der ländlichen Bevölkerung ist eine gemeinsame Osterveranstaltung der Ortsgruppe Wesel zusammen mit vier SA-Stürmen aus Essen, Mühlheim und Wesel, insgesamt etwa 300 Mann, in der Gegend von Wesel. […] Sie [sc. die Bevölkerung von Hamminkeln] wurde nun zwei volle Tage durch die nationalsozialistische Propaganda bearbeitet. Zapfenstreich, Umzüge, geschlossener Kirchgang für Protestanten und Katholiken an beiden Ostertagen, Stand- und Abendkonzerte der SA-Kapelle, ein ‚Sportfest‘, zogen das Interesse der Bevölkerung auf den Werbetrupp.“

Inhaltlich diversifizierte die Partei ihre Propaganda in den Jahren des Aufstiegs und sprach die unterschiedlichen soziokulturellen Milieus mit jeweils unterschiedlichen Angeboten an. Mit, wie der Historiker Hans-Ulrich Wehler es nennt: „nacktem Populismus“ versprach sie jedem, was er hören wollte, und konnte so unter den städtischen Mittelschichten, unter kleinstädtischen und Landarbeitern Anhänger und in der Oberschicht Anhänger gewinnen. Obwohl sich das Arbeitermilieu in den Großstädten und das traditionelle katholische Milieu als einigermaßen resistent erwiesen, gelang es der NSDAP, zur – wie Hitler es nannte – „deutschen Volkspartei“ zu werden. Überwölbende Themen waren dabei die Weltwirtschaftskrise und die Reparationen: Im Sommer 1929 arbeitete die Partei mit der DNVP und dem Stahlhelm am Reichsausschuss für das Volkbegehren gegen den Young-Plan teil, was ihr erhebliche nationale Reputation einbrachte. Ein Topos fehlte aber weitgehend in der NS-Propaganda der Jahre 1930–1932: der rabiate Antisemitismus. Nach dem enttäuschenden Abschneiden bei der Reichstagswahl 1928 wurde dieser Kernbestandteil des Parteiprogramms von der Parteiführung in den Hintergrund gerückt, da er auf breite Wählerschichten abstoßend wirkte. Laut Hans Mommsen waren in den frühen 1930er Jahren von der DNVP zeitweise mehr antisemitische Slogans zu hören als von den Nationalsozialisten.
Der Historiker Andreas Wirsching sieht dagegen den Antisemitismus auch in der Aufstiegsphase weiterhin im Zentrum der NS-Propaganda. Er verweist auf den Kurfürstendamm-Krawall, bei dem am 12. September 1931 1.000 SA-Leute jüdische Passanten auf der Prachstraße des Berliner Westens beschimpften und misshandelten. In Goebbels′ Angriff findet Wirsching fünf antisemitische Topoi: 
- die Vorstellung des angeblich „jüdischen“ Bolschewismus,
- das Klischee des Geldjuden, der sich durch Schiebereien und unlautere Warenhausgeschäfte mitten in der Wirtschaftskrise bereichere,
- das Bild des Juden als Verbrecher (hier griff man auf die kaiserzeitliche Polemik gegen Einwanderung von Ostjuden zurück),
- die angebliche Korruption der Berliner Behörden, die sich angeblich von Juden bestechen ließen.[15]

Der Historiker Peter Longerich dagegen schreibt, die in dieser Zeit nachweisbaren antisemitische Motive in der NS-Propaganda wie etwa das angeblich unheilvolle Wirken „internationaler Finanzmächte“ oder der Kampf gegen das Weimarer „System“, das als jüdisch diffamiert wurde, seien unterschwellig codiert geblieben oder nur im Hintergrund von Plakaten aufgetaucht.

### Nationalsozialistische Propaganda nach der Machtübernahme 1933

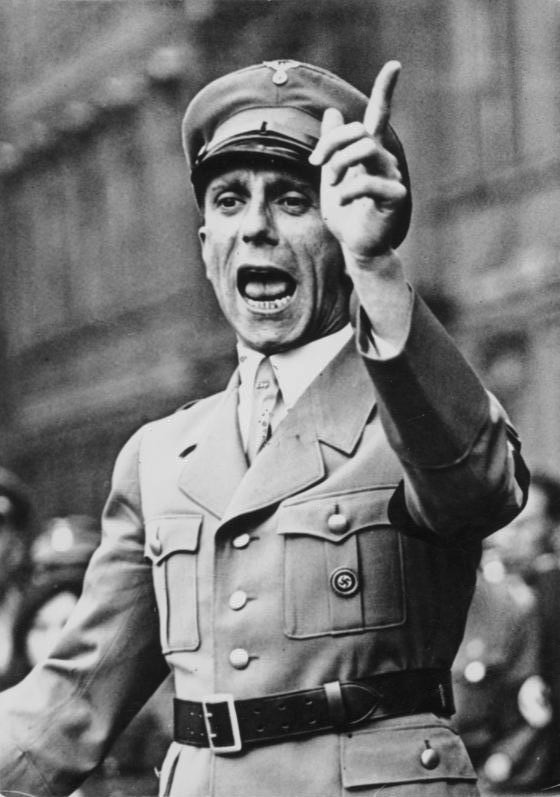
Reichspropagandaleiter und -minister Joseph Goebbels spricht am 25. August 1934 im Berliner Lustgarten anlässlich eines SA-Appells

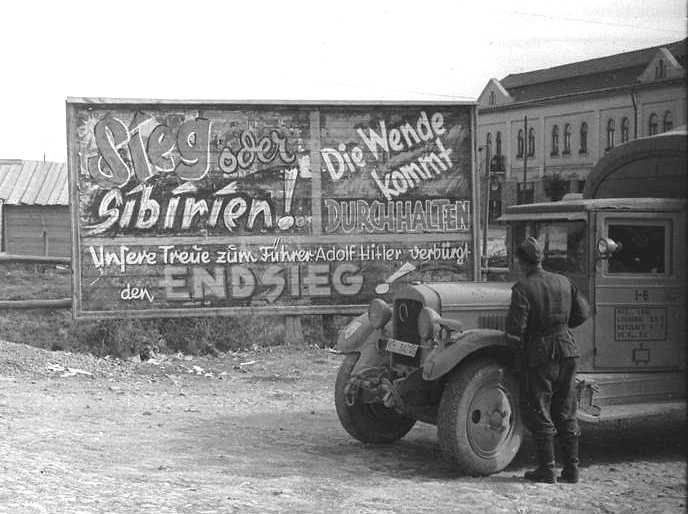
Rumänien – Plakatwand mit Durchhalteparolen, August 1944

Das Reichsministerium für Volksaufklärung und Propaganda wurde am 13. März 1933 eingerichtet – einen Tag, nachdem Hitler in München als Folge der nationalsozialistischen Machtergreifung die „Gleichschaltung des politischen Willens der Länder“ angeordnet hatte. Der nunmehr zum Reichspropagandaleiter und Reichsminister für Volksaufklärung und Propaganda in Personalunion aufgestiegene Goebbels, ein sehr enger Vertrauter Hitlers, konnte seinen Machtbereich entscheidend erweitern, da praktisch alle oppositionellen Medien mit einem Schlag ausgeschaltet wurden.
Im Auftrag von Goebbels baute Walter Tießler 1934 den Reichsring für nationalsozialistische Propaganda und Volksaufklärung auf. Vorher hatte sich das Amt Konzentration in der Reichspropagandaleitung um die Zentralisierung der Propaganda gekümmert. „Mit der Schaffung des Reichsrings im Jahre 1934 wurde die Propaganda- und Aufklärungsarbeit der Ämter, Gliederungen, angeschlossenen Verbände, der ständischen Fach- und Berufsorganisationen sowie zahlreicher Vereine unter eine einheitliche Lenkung gebracht. Es wurde ein Reichsring I gebildet, in dem alle Parteiorganisationen vertreten sind. In einem Reichsring II wurden alle übrigen Reichs-Organisationen, die propagandistische Aufgaben haben, betreut“, so Tießler 1944. Der Reichsring wertete insbesondere die Volksgerichtshofsprozesse propagandistisch aus und überwachte den Rednereinsatz des Deutschen Bildungswerks und des Leistungsertüchtigungswerks der Deutschen Arbeitsfront sowie anderer Organisationen der Erwachsenenbildung. Als Leiter der Verbindungsstelle mit Dienstort Berlin hatte ab 1937 Wilhelm Haegert, ab 1941 dann Walter Tießler die Aufgabe, „jeden Verkehr mit den Reichsministerien, Behörden und öffentlichen Körperschaften usw. zu zentralisieren und den gesamten Verkehr mit diesen durchzuführen“. So sollten einerseits die Richtlinien der Propaganda zur Kenntnis der betreffenden Reichsbehörden kommen. Andererseits brachte die Verbindungsstelle alle Aufgaben und Anordnungen, die von Seiten des Reichspropagandaministeriums ergehen, der Reichspropagandaleitung zur Kenntnis.
Um ein möglichst breites Spektrum an Bürgern über den Rundfunk zu erreichen, ging 1933 ein auf Betreiben der Nationalsozialisten eigens entwickeltes Radiogerät in Serie, der „Volksempfänger“. Wegen seines geringen Preises von 76 Reichsmark (ein Bruchteil der Kosten eines herkömmlichen Röhrenempfängers von 200 bis 400 RM) war dieses Gerät der Mehrheit der Bevölkerung leicht zugänglich. Ein stark vereinfachtes Gerät, der im Volksmund auch „Goebbelsschnauze“ genannte „Deutsche Kleinempfänger“ (DKE 38), kam 1938 zum Preis von 35 Reichsmark auf den Markt. Der Hörfunk entwickelte sich daher bald zu einem einflussreichen Medium nationalsozialistischer Propaganda. Da aber die Bevölkerung einer andauernden politisch-propagandistischen Beschallung schnell überdrüssig wurde, sah sich Goebbels gezwungen, das Programm der bereits seit 1925 in der Reichs-Rundfunk-Gesellschaft organisierten regionalen Rundfunkgesellschaften durch Wunschkonzerte, Hörspiele und teils abenteuerliche Wehrmachtberichte attraktiver und abwechslungsreicher zu gestalten. Vom 1. Januar 1939 an bis Kriegsende sendete der Großdeutsche Rundfunk ein einheitliches Hörfunkprogramm. Hierzu siehe auch: Rundfunkpropaganda im Zweiten Weltkrieg.
Wandzeitungen wie die Parole der Woche wurden öffentlich ausgehängt.
Zusätzlich galt es, Meinungstendenzen in der Bevölkerung festzustellen und die Propaganda dementsprechend auszurichten. Sie musste sich den wechselnden Stimmungen möglichst tagesaktuell anpassen. Nach den Novemberpogromen 1938 (der sogenannten Reichskristallnacht), einer vom nationalsozialistischen Regime organisierten Zerstörung fast aller Synagogen, zahlreicher jüdischer Geschäfte und Einrichtungen sowie Wohnungen deutscher Juden im gesamten Reich, ließ sich sowohl innerhalb der Gesellschaft als auch innerhalb der Partei eine gewisse Distanzierung von derartigen wirtschaftsschädigenden Gewaltexzessen feststellen. Daraufhin wurde die rassistische Propaganda zeitweilig reduziert. Auch trat von diesem Zeitpunkt an die Drangsalierung der jüdischen Gemeinde mehr in den Hintergrund. Man hatte festgestellt, dass die Bevölkerung die Pogrompolitik der Nationalsozialisten gegenüber Juden und politischen Gegnern eher akzeptierte, „solange die Verfolgung diskret und gesetzmäßig ablief“.
Gegen Ende des Zweiten Weltkriegs konzentrierte man sich angesichts der aussichtsloser werdenden militärischen Situation immer stärker darauf, im Rundfunk sowie insbesondere in der Deutschen Wochenschau an die Opferbereitschaft der Bevölkerung für den – immer unwahrscheinlicher werdenden – Endsieg zu appellieren. Die lautstarke Siegesgewissheit der ersten Kriegsjahre wich nun zunehmend einfachen Durchhalteparolen.

## Strategien

### Politische Rhetorik

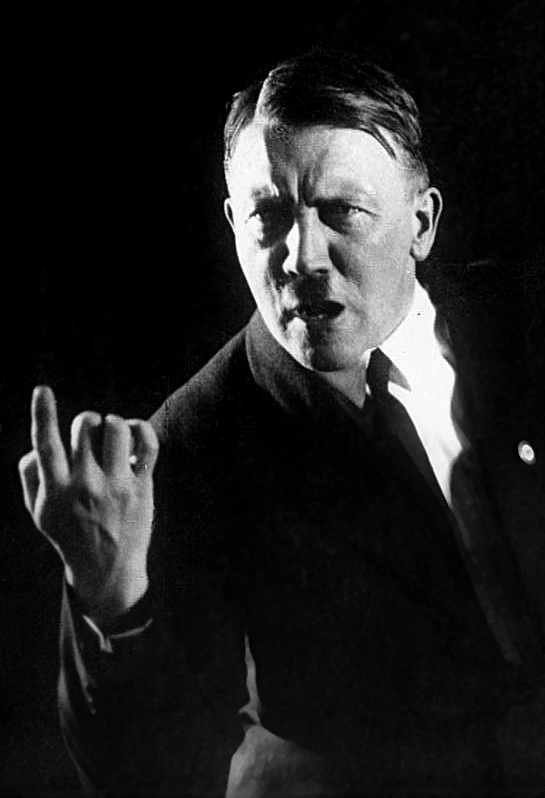
Hitler in gestellter Rednerpose, ca. August 1927

Unter nationalsozialistischem Einfluss veränderte sich die Bewertung zahlreicher Begriffe radikal. Begriffe, die in der bürgerlichen Gesellschaft der Weimarer Republik moralisch negativ bewertet waren, wurden nun von der NS-Propaganda zu positiven Werten modelliert. Das Adjektiv „rücksichtslos“ beispielsweise wurde im Sprachgebrauch der Nationalsozialisten gern in der Bedeutung von „zielstrebig“ oder „energisch“ verwendet, also im Sinne einer positiven Eigenschaft. In ähnlicher Weise wurde auch „Hass“ in bestimmten Zusammenhängen zu einem positiven Wert: der „heldische Hass der nordischen Rasse“ wurde dem „feigen Hass des Judentums“ gegenübergestellt.
Ein weiteres Charakteristikum der Propagandasprache war der Gebrauch einer „Rhetorik der Gewalt“. Insbesondere die Reden Hitlers waren gespickt mit außerordentlich aggressiven, diffamierenden und unflätigen Angriffen gegen politische Gegner. Diese wurden als übelste Kriminelle beschimpft und ihnen wurde Betrug, Sabotage, Gaunertum, Schwindel und sogar Mord zur Last gelegt. Insbesondere die Juden wurden rhetorisch dämonisiert, gleichzeitig moralisch entwertet und durch einen bestimmten Sprachgebrauch – zum Beispiel durch Tiervergleiche – „entmenschlicht“. Schimpfwörter wie „Parasit“, „Wanze“, „Spulwurm“ und „Ungeziefer“ sollten bewirken, dass die Empathie mit ihnen verlorenging und sich beim Hörer kein Mitgefühl mit den Angegriffenen einstellte. Stattdessen sollte die physische „Vertilgung“ bzw. Vernichtung von Bevölkerungsteilen, die von den Nationalsozialisten als schädlich für die Volksgemeinschaft angesehen und etikettiert wurden, durch entsprechende Assoziationen plausibel gemacht werden. Um die „Volksfeinde“ zu bekämpfen, riefen NS-Redner, allen voran Hitler und Goebbels, immer wieder zur „radikalen Beseitigung der Gefahr“ (Goebbels in der Sportpalastrede 1943) und zur „Ausrottung des europäischen Judentums“ (Hitler) auf. Eine besondere Rolle im Zusammenhang mit der antijüdischen Propaganda spielte der NS-Publizist Johann von Leers.

### Führerkult

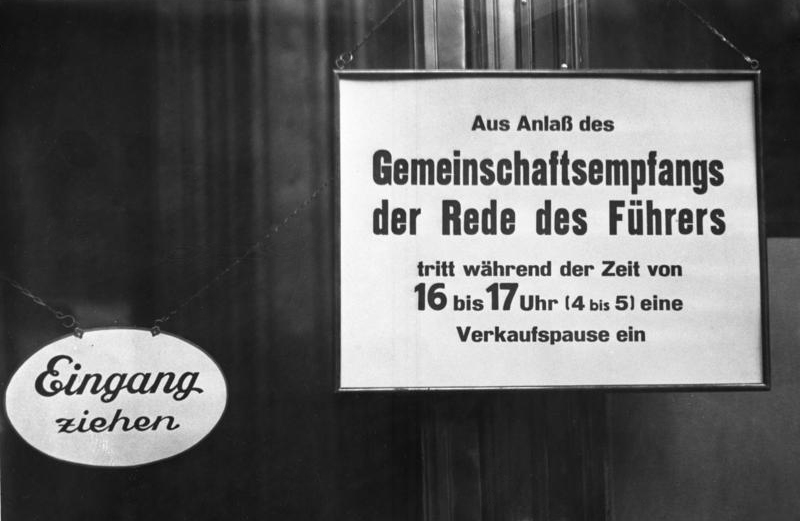
Selbst Geschäfte schließen, damit eine Rede Hitlers gehört werden kann, 1935

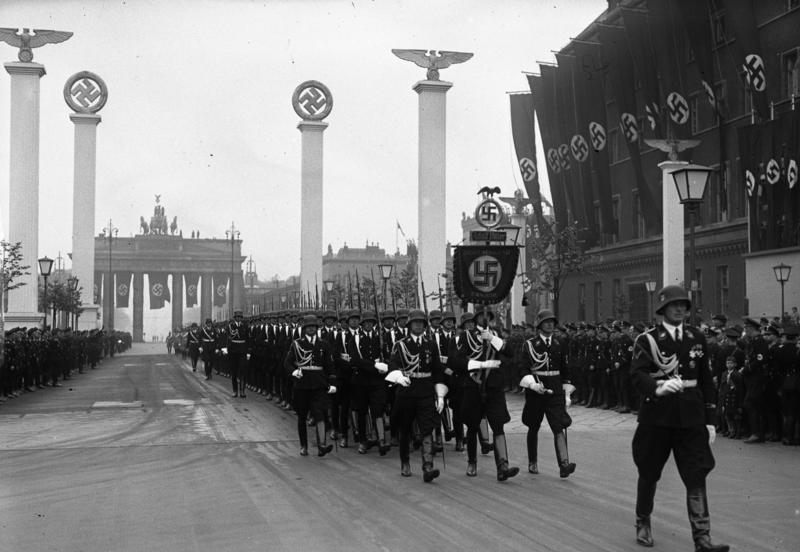
Parade zum 50. Geburtstag Hitlers am 20. April 1939 vor dem Brandenburger Tor

Die Stilisierung Adolf Hitlers zu einer über alle Zweifel erhabenen, unnahbaren und glorifizierten Führer-Figur war eine zentrale Aufgabe der NS-Propaganda (vgl. Führerprinzip). Zu diesem Zweck wurde die durchaus zweifelhafte Vergangenheit Hitlers verschleiert und mit positiv besetzten Mutmaßungen regelrecht mystifiziert. Es sollte blindes Vertrauen in die Kompetenz des „Führers“ erzeugt werden. „Führer befiehl, wir folgen“ wurde zu einem viel verwendeten Slogan. Nicht nur die deutsche Bevölkerung, auch die Führungsriege der NSDAP unterlag dieser Stilisierung.
Im Forschungsprojekt „Geschichte und Erinnerung“ wurde in Interviews mit NS-Anhängern ein Wechselspiel zwischen NS-Propaganda und Anhängerschaft aufgezeigt: Auf der einen Seite ein Großteil der deutschen Bevölkerung voller Schamgefühle, unverarbeiteter Weltkriegs-Traumata, Regressions- und Erlösungsphantasien, die von der anderen Seite, der NS-Propaganda, bedient wurden. Hochrangige NS-Politiker verschwiegen ihre Zweifel an bestimmten politischen Vorhaben weniger aus Angst vor Denunziation als vielmehr aus übersteigerter Identifikation mit der allmächtigen Vaterfigur. Hermann Göring formulierte dies treffend: „Ich habe kein Gewissen! Adolf Hitler ist mein Gewissen.“
Am 20. April wurde mit jährlichem Zeremoniell der Führergeburtstag begangen. Im Jahr 1939 wurde der Badonviller-Marsch zudem zu Hitlers Auftrittsmarsch erklärt.
Andererseits wurde gleichzeitig versucht, die Mystifizierung und Überhöhung Hitlers durch eine Darstellung seiner Person als „Mensch wie Du und ich“ zu konterkarieren. Heinrich Hoffmann präsentierte beispielsweise 1932 in der Broschüre Hitler wie ihn keiner kennt den „Führer“ als Kinderliebhaber, eifrigen Jäger, Hundefreund oder technikbegeisterten Autofahrer. Der idyllische Berghof diente als Kulisse für Fotos. Insgesamt bot sich ein ambivalentes Bild von Hitler, das seiner distanzierten Entrücktheit auch Modernität, Vitalität, Genügsamkeit oder Naturliebe gegenüberstellte (siehe auch: Tierschutz im Nationalsozialismus, Naturschutz im Nationalsozialismus). Hitler und andere nationalsozialistische Sympathisanten des Vegetarismus waren darüber hinaus von Wagners Schrift Religion und Kunst beeinflusst, in der Fleischkonsum und Kochen als jüdisches Erbe kritisiert wurden.
Bilder des Führers in Form von Büsten und Plaketten durften gemäß den Ausführungsverordnungen des Gesetzes zum Schutze der nationalen Symbole nicht ohne Zustimmung der Reichsleitung der NSDAP verwendet werden. Für die Erteilung der Vertriebsgenehmigung war Ernst Schulte Strathaus als Beauftragter im Stab des Stellvertreters des Führers zuständig.

### Massenkult und Rituale

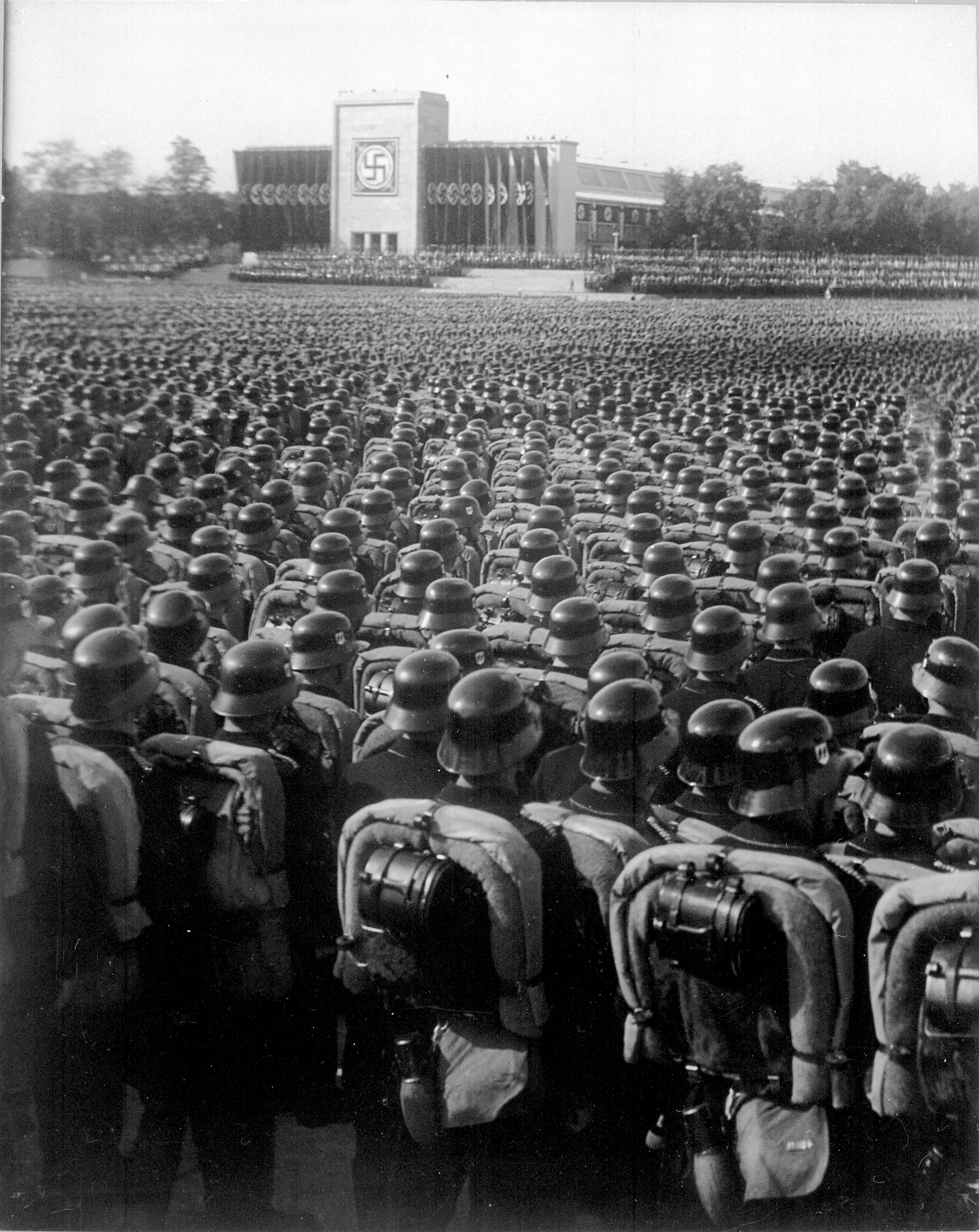
Massenveranstaltungen, hier der Reichsparteitag 1935 in Nürnberg, waren ein wichtiges Mittel der NS-Propaganda

Nach ihrem Wahlerfolg und der Machtübernahme der NSDAP im Jahr 1933 erfolgte die Steuerung der sogenannten „nationalen Bewegung“ zu einem wesentlichen Teil mit den Mitteln symbolischer Kommunikation. Mittels bestimmter Rituale, etwa durch den Hitlergruß, wurde eine pseudoreligiöse Form eines politischen Massenkults geschaffen. Dieser Kult sollte die Sinne ansprechen, Emotionen wecken und den Verstand betäuben. Durch Kundgebungen, Fackelzüge, Fahnenappelle, Massenaufmärsche und Feierstunden sowie durch Jugendorganisationen wie HJ und BDM, aber auch durch entsprechende Gestaltung des Schulunterrichts, gelang es der NSDAP, das verbreitete Bedürfnis nach Identität und sozialer Gemeinschaft geschickt zu bedienen und für politische Zwecke zu instrumentalisieren.
Anregungen für diese Form einer systematischen Massenbeeinflussung holte Hitler sich unter anderem aus dem Buch Psychologie der Massen (1895) von Gustave Le Bon. In der bewusst und zielgerichtet eingesetzten Massenpsychologie lag ein Schlüssel zum Erfolg der NS-Propaganda.
Die französischen Psychoanalytiker Béla Grunberger und Pierre Dessuant zitierten aus einem Gespräch mit Primo Levi, der gesagt habe, „dass mit Hitler zum ersten Mal in der Geschichte ein besonders mächtiger und gewalttätiger Mann […] die spektakuläre Waffe der Massenkommunikation handhabte.“ Levi habe die „Faszinationskraft der Nazi-Zeremonien“ hervorgehoben: „Wenn Hunderttausende einstimmig schrien ‚Wir schwören es‘, war es so, als ob sie zu einem einzigen Körper geworden wären.“

### Wohlfahrt und Konsum
Ein weiteres, vom NS-Staat organisiertes und von der Propaganda aufgegriffenes Instrument zur Beeinflussung der Bevölkerung waren vielfältige materielle Vergünstigungen. Dabei wurde, wie der Historiker Götz Aly in Hitlers Volksstaat zeigte, von den Nationalsozialisten geraubtes jüdisches Eigentum – in Form von Möbeln, Kleidung und Schmuck, aber auch in Form enteigneter Geldvermögen – in der Bevölkerung verteilt, um auf diese Weise die Gunst der Bevölkerung zu ‚erkaufen‘. Aly bezeichnet das NS-Regime daher als „Gefälligkeitsdiktatur“. Die „sozial- und nationalrevolutionäre Utopie“, welche die NSDAP bei der breiten Mehrheit populär gemacht habe, sei der „soziale Volksstaat“ gewesen, dessen Wohltaten allerdings auf Kosten anderer finanziert wurden, nämlich durch Raub jüdischen Vermögens, kriegerische Plünderungen des Auslands sowie durch Zwangsarbeit.
Zu dieser Gefälligkeitsdiktatur gehörten auch vom Regime „verschenkte“ Wohltaten und Erholungsurlaube im Rahmen des Programms „Kraft durch Freude“ (KdF), aber auch preiswerte Konsumgüter. Der im Auftrag der Nationalsozialisten in diesem Zusammenhang entwickelte „Volkswagen“ wurde jedoch erst nach Kriegsende produziert.

## Themen

### Rassismus und Sozialdarwinismus
Ein wichtiger Grundstein der nationalsozialistischen Ideologie war der – mit pseudowissenschaftlichen Elementen durchsetzte – Rassismus. Bezugnehmend auf wissenschaftlich nicht haltbare, zur damaligen Zeit jedoch durchaus populäre Rassentheorien wurde versucht, die „deutsche Rasse“, das Germanentum der „nordischen Arier“ (mit der berühmten Formel „blond und blauäugig“) gegenüber anderen „Rassen“ (etwa der „slawischen Rasse“), die als „Untermenschen“ abgewertet wurden, als höherwertig darzustellen (→ Herrenrasse). Aus der „natürlichen Überlegenheit“ des Deutschtums wurde im Geiste eines konsequenten Sozialdarwinismus die Erlaubnis abgeleitet, andere „Völker“ in einem „Rassenkampf“ kriegerisch zu unterwerfen und zu unterdrücken. Die „deutsche Rasse“, so die Ideologie, sei von Natur aus zum „Führen“ bestimmt, womit der Führerkult innerhalb der Gesellschaft auch auf äußere Beziehungen übertragen wurde, stets legitimiert durch scheinbar wissenschaftliche Theorien. Der Zweite Weltkrieg wurde in diesem Kontext als biologischer Kampf des deutschen Volkes für mehr Lebensraum im Osten dargestellt. Eine wichtige Figur war in diesem Zusammenhang das von Hans Grimm geprägte und von den Nationalsozialisten übernommene Bild des „Volkes ohne Raum“. Die Propaganda verortete den Siedlungsbedarf „im Osten“ und nicht länger in Übersee, wie es die deutsche Kolonialbewegung noch in der Weimarer Zeit getan hatte. Allerdings wurde der Kolonialrevisionismus in der NS-Zeit zur Widerlegung der sogenannten „kolonialen Schuldlüge“ fortgesetzt. Dies sollte das deutsche Können zur Beherrschung fremder Völker demonstrieren. Das Werben um Wiederherstellung der ehemaligen Kolonien durfte nur noch mit Rohstoffbedarf begründet werden.
Zur NS-Gesundheitspolitik gehörte grausame medizinische Forschung an angeblichen „Untermenschen“. Robert N. Proctor verweist darauf, dass die NS-Gesundheitspolitik und Gesundheitspropaganda neben ihren Vernichtungspraktiken auch einige wissenschaftliche Fortschritte enthielt. Deutsche Ärzte waren die ersten, die eine Verbindung zwischen Tabakrauch und Lungenkrebs herausstellten, und die Nationalsozialisten hielten unter anderem Bäckereien dazu an, Vollkornbrot zu backen. Die gesundheitspolitischen Ziele und Präventivkampagnen im Dritten Reich galten jedoch nur für den eigenen „Volkskörper“.

### Antisemitismus
Ein zentrales Motiv der NS-Propaganda war der „eliminatorische Antisemitismus“ (Daniel Goldhagen). Das Weltbild der Nationalsozialisten war beherrscht vom Feindbild des Judentums, dem in Form einer Weltverschwörungstheorie sowohl die Verantwortung für den modernen Kapitalismus (der „ewige Jude“ als Vertreter des Finanzkapitals) als auch für den Kommunismus bzw. „Bolschewismus“ unterstellt wurde. Als ein regelrechtes „Konglomerat des Bösen“ kursierte die Verbindung beider Feindbilder zum „bolschewistischen Juden“ bzw. zur „jüdisch-bolschewistischen Verschwörung“, wie sie besonders von Alfred Rosenberg, dem „Chef-Ideologen“ der Nationalsozialisten, herbeiphantasiert wurde. Diese Propaganda diente später unter anderem der ideologischen Vorbereitung des Ostfeldzuges als Vernichtungskrieg.
Um den Holocaust an den europäischen Juden propagandistisch einzuleiten und zu legitimieren, wurden unter anderem Propaganda-Spielfilme wie Jud Süß eingesetzt, in denen die Juden als „verdorbene Rasse“ dargestellt wurden, oder Pseudo-Dokumentarfilme wie Der ewige Jude, in dem Juden mit Ratten und Ungeziefer verglichen wurden. Die Strategie der propagandistischen Dehumanisierung (Entmenschlichung) diente nicht zuletzt auch dazu, die Hemmschwelle für jene herabzusetzen, die an den Verbrechen der Nationalsozialisten (insbesondere in den Konzentrations- und Vernichtungslagern) unmittelbar beteiligt waren oder die, etwa als Nachbarn, Zeugen von Verbrechen wurden. Zur Einstimmung auf den Holocaust und dessen Legitimierung diente auch die von Julius Streicher ab 1923 herausgegebene Wochenzeitung Der Stürmer, die in einer hetzerischen Sprache „den Juden“ zum Feindbild stilisierte.
Andererseits wurde nach außen hin stets das Wohlbefinden der europäischen Juden verkündet, der Massenmord nicht öffentlich gemacht. Im Film Theresienstadt – Ein Dokumentarfilm aus dem jüdischen Siedlungsgebiet aus dem Jahr 1945, bekannt auch unter dem euphemistischen Titel Der Führer schenkt den Juden eine Stadt, werden die Lebensverhältnisse im Konzentrationslager Theresienstadt als „Wohltat“ der Nationalsozialisten dargestellt.

### Volksgemeinschaft und Heldentum

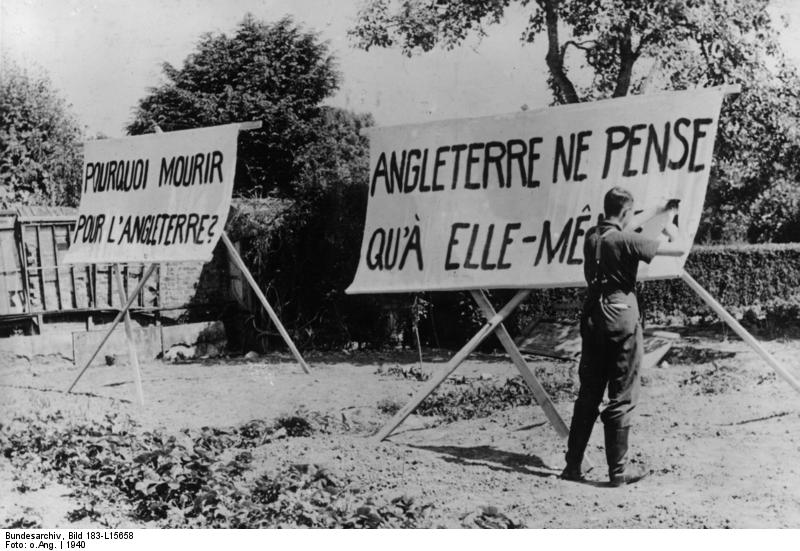
Deutscher Soldat einer Propagandakompanie beim Anfertigen von Propaganda-Transparenten in französischer Sprache („Aktivpropaganda“): „Warum sterben für England?“ («Pourquoi mourir pour l’Angleterre ?») – „England denkt nur an sich selbst“ (sprachlich korrekt wäre «L’Angleterre ne pense qu’à elle-même!»)

Durch eine klare Abgrenzung zwischen Freund und Feind sowie ein pedantisches, meist auf rassistische Zuschreibungen gegründetes Herausarbeiten der Unterschiede beider sowie durch den kultischen Bezug auf Begriffe wie Gemeinschaft, Kameradschaft, Heimat, Nation und Volk wurde ein künstliches Zusammengehörigkeitsgefühl, die Fiktion einer homogenen „Volksgemeinschaft“ geschaffen, der alle „Deutschen“ angehören sollten. Diese auf die Blut-und-Boden-Ideologie gegründete Gemeinschaft, an die unentwegt appelliert wurde, sollte sich nicht zuletzt im Krieg gegen den äußeren Feind als „Gemeinschaft zum Tode“ in Form des unbedingten Heldentums und der absoluten soldatischen und zivilen Aufopferung für die Nation bewähren.
Die Verehrung von „deutschen Tugenden“ wie Stärke, Kampfesmut, Disziplin und „eisernem Willen“ ging einher mit einem ausgeprägten Ressentiment gegen alles Intellektuelle, das als „jüdisch“ angesehen wurde, sowie mit einer Ablehnung der Moderne, die als „rassische Degeneration“ aufgefasst wurde, wobei man für den „kulturellen Verfall“ ebenfalls das Judentum verantwortlich machte. Werke moderner Kunst, ganz besonders des Expressionismus, wurden als „entartete Kunst“ bezeichnet und aus dem Verkehr gezogen oder zerstört, wodurch wichtige Werke bekannter Künstler dauerhaft verloren gingen. Neben wissenschaftlichen Werken wurden Bücher, die dem Regime weltanschaulich zuwiderliefen, insbesondere Werke linker Autoren (darunter einige der wichtigsten Schriftsteller der Weimarer Republik wie Bertolt Brecht oder Heinrich Mann), ebenfalls verboten und in öffentlichen Bücherverbrennungen als „undeutsch“ zerstört.
Die Kunst im Nationalsozialismus selbst richtete sich am Ideal der Volkstümlichkeit aus, in der Literatur waren unter anderem Heimatromane populär. Die bildende Kunst orientierte sich außer an der Darstellung bäuerlicher Einfalt äußerlich auch am Ideal des antiken Griechenlands und des Klassizismus und zeigte, etwa in den Plastiken Arno Brekers oder den Filmen Leni Riefenstahls, vornehmlich „deutsche Kämpfer“ in heroischer Pose, die das Bild des wohlgeformten, körperlich überlegenen „arischen Helden“ in Szene setzten, aber auch muskulöse Arbeiter, insbesondere Handwerker, bei schweren körperlichen Tätigkeiten im „aufopferungsvollen Dienst für die Nation“.
Der Kriegsvorbereitung diente auch das sehr verbreitete Lied „Siehst du im Osten das Morgenrot“ mit dem eingängigen Refrain „Volk ans Gewehr“.

### Frauenbild
Als Bildnis der Natürlichkeit, Wahrheit und Ewigkeit wurde die Vorstellung einer Frau propagiert, deren „eigenschaftslose[r] weibliche[r] Körper zum geeigneten symbolischen Behälter für die nationalsozialistische Ideologie“ werden sollte. Die Frau wurde zum ultimativen Träger nationalsozialistischer Ideologie, als sich der Großteil der wehrpflichtigen Männer bereits an der Front im Kampf befand. Die Frauen hatten auf ihre Weise an der „Heimatfront“ zu kämpfen.
Auf der einen Seite wurde zwar einem beinahe religiös propagierten Mutterkult, der einem aggressiven Männlichkeitsideal gegenüberstand, gefrönt, auf der anderen Seite existierte parallel – und widersprüchlich hierzu – das Bild der selbständigen, starken Frau, wie es dem BDM-Ideal entsprach. Aber genossen Mädchen zwischen 14 und 18 Jahren die Freiheiten des BDMs abseits der ihnen bevorstehenden „Mutterpflichten“, geschah innerhalb der NS-Frauenschaft eine umso stärkere Reduktion der Frau auf „Pflege und Nachwuchs“, propagiert als natürlicher „Lebensraum“ einer „modernen“ Frau.
Die Idee der starken Familie mit der heldenhaften, für die Volksgemeinschaft kämpfenden Mutter wurde vor dem Hintergrund der Wirtschaftskrise und der politischen Ungewissheit beschworen. Es wurde ein stabiler häuslicher Rahmen propagiert, der eine Trennung von Öffentlichkeit und Privatsphäre suggerierte, tatsächlich aber die Individuen verdeckt auf die gesellschaftlichen Anforderungen der nationalsozialistischen Herrschaft vorbereiten sollte. Dabei wurde systematisch die „Entleerung der Privathaushalte, durch das Einbinden der Bürger in staatlich gelenkte Freizeitaktivitäten“ eingeleitet. Auch Frauenpolitik förderte die Entprivatisierung der Familie. Reichsfrauenführerin Gertrud Scholtz-Klink forderte die Unterwerfung der Frauen unter Führer und Vaterland, obwohl sie die Hauptaufgabe der Frau im privaten Bereich sah.

## Medien
Charakteristisch für die Propaganda des Nationalsozialismus ist ihre enge und aufgeschlossene Verbindung mit neuen technischen Massenmedien, insbesondere Film und Rundfunk. Aber auch traditionelle Medien wie Bücher und Presse wurden ausgiebig benutzt.

### Presse

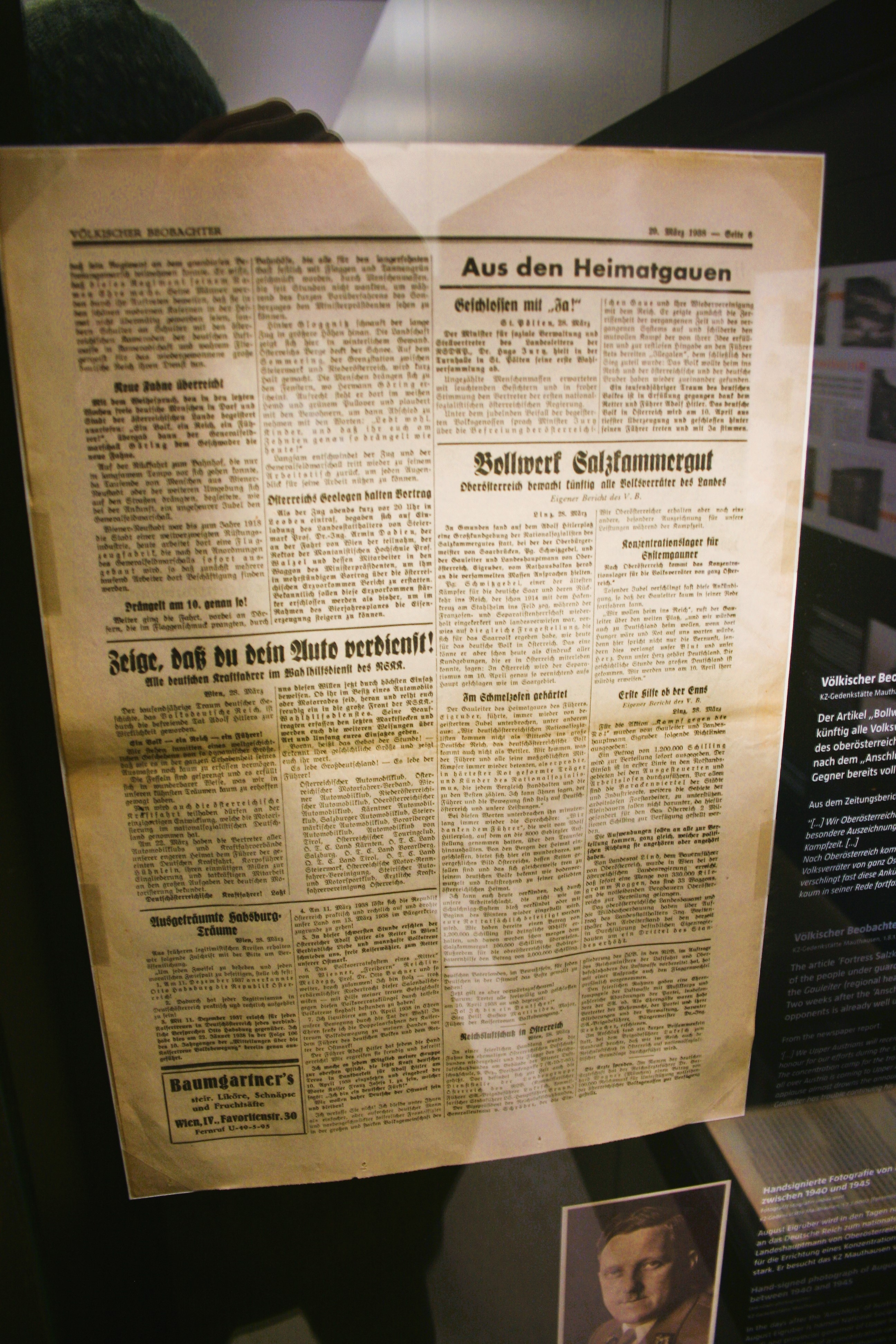
Aushang des Völkischen Beobachters in Mauthausen

Die Wirkung der Presse auf die Gesellschaft ist für jede Propaganda von großer Bedeutung. Hitler schreibt dazu: „Der Presseeinfluss auf die Masse ist der weitaus stärkste und eindringlichste, da er nicht vorübergehend sondern fortgesetzt zur Anwendung kommt“.
Die Presselenkung erfolgte grundsätzlich auf vier Ebenen.
1. Institutionelle Lenkung
1933 ernannte Hitler drei Reichsleiter mit Medienkompetenzen.
Otto Dietrich als Reichspressechef der NSDAP übernahm die Leitung der Pressestelle und der Korrespondenz der NSDAP. 1937 wurde er zum Leiter der Presseabteilung der Reichsregierung ernannt, zu deren Hauptaufgaben die «Unterrichtung und Lenkung der deutschen Tageszeitungen» gehörte.
Max Amann als Reichsleiter für die Presse übernahm die Leitung und Koordination der NS-Parteipresse und des Zentral-Partei-Verlages.
Joseph Goebbels als Reichspropagandaleiter übernahm die Leitung des Reichsministeriums für Volksaufklärung und Propaganda und die Leitung der Reichskulturkammer (unterteilt in 7 Kammern).
2. Rechtliche Lenkung
1934 wurde das Schriftleitergesetz verabschiedet, welches die Gleichschaltung der Pressejournalisten als Ziel hatte.
Bis 1935 wurden sämtliche bedeutenden deutschsprachigen Schweizer Zeitungen in Deutschland verboten (in Österreich herrschte derweil ein Stillhalteabkommen gegenüber deutschen Propagandaoffensiven).
Ab 1937 gab es Regelungen und Einschränkungen für die Papierzuteilung. Ab 1941 kamen Verbote zur Auflagensteigerung hinzu. Im Jahr 1944 wurden außerdem Zeitungsumfänge der Feindpropaganda begrenzt.
3. Wirtschaftliche Presselenkung
Ziel war hier die lückenlose Kontrolle und die Zerschlagung oder Inbesitznahme aller Presseverlage. Die Zentrale Leitung lag bei Max Amann.
Eine wichtige Maßnahme zur Kontrolle der Presseverlage stellten die Amann-Anordnungen von 1935 dar. In diesem Zusammenhang wurden unter anderem Skandalpresse und Presse für spezielle Zielgruppen verboten. Verlage konnten auf Grund nicht erwünschter Wettbewerbsverhältnisse geschlossen werden und durften nicht in jüdischem Besitz sein.
4. Inhaltliche Presselenkung
1933 ging das Deutsche Nachrichtenbüro in staatlichen Besitz über. Außerdem wurden in der Zeit von 1933 bis 1945 tägliche Pressekonferenzen der Reichsregierung für ausgewählte Journalisten gehalten, welche detaillierte Weisungen und Verbote zu Inhalt, Platzierung, Gestaltung und Umfang beinhalteten. Eigenrecherche war den Journalisten untersagt. Diese Konferenzen wurden in Protokollen dokumentiert, die am Ende des Monats vernichtet wurden.

### Film

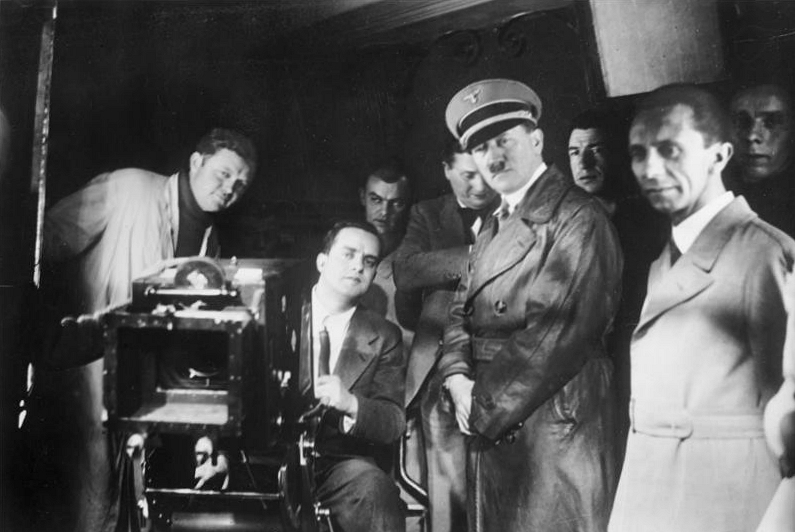
Besuch von Hitler und Goebbels bei der UFA, Januar 1935

Nach Goebbels konnte „eine gute Regierung ohne Propaganda, […] ebenso wenig bestehen wie eine gute Propaganda ohne eine gute Regierung. Beide müssen sich einander ergänzen“. Goebbels bezeichnete das Medium des Films als „modernstes Beeinflussungsmittel“.
Bereits vor der Machtergreifung nutzte die NSDAP das Filmmedium. In Kinos lief erstmals Wahlwerbung von NS-Führern. Nach dem Wahlsieg 1933 wurde die Reichsfilmkammer gegründet. Drehbuchautoren, Regisseure, Schauspieler und selbst Kinobesitzer mussten Mitglied sein. Jüdische Künstler waren ausgeschlossen. Die während der Weimarer Republik finanziell eher schwache Filmindustrie wurde nun vom Staat selbst gefördert. Der Besitzer der Universum-Film AG, Alfred Hugenberg, stellte das größte deutsche Filmunternehmen bereitwillig den Propagandazwecken zur Verfügung. Auch hier wurden die jüdischen Mitarbeiter entlassen, um der Filmwirtschaft „völkische Konturen“ (Goebbels) zu verleihen. 1937 verkaufte Hugenberg seine Anteile an der UFA an die Cautio Treuhand, eine im Auftrag Goebbels wirkende Holdinggesellschaft.
1942 wurde die UFA mit den noch verbliebenen privaten Filmproduktionsunternehmen zur staatlichen Ufa-Film GmbH (UFI) zusammengefasst, die gesamte Filmproduktion Deutschlands war somit in NS-Besitz. Filme, die das „nationalsozialistische, religiöse, sittliche oder künstlerische Empfinden“ (Goebbels) verletzten, wurden verboten. Bei Ungehorsam wurde brutal durchgegriffen. „Künstler müssen sich den Gesetzen der Ordnung und der nationalen Disziplin fügen: wenn sie das nicht wollen, verlieren sie wie jeder andere Bürger auch ihren Kopf“, so Goebbels. Mit einer Änderung des Reichslichtspielgesetzes machte sich der Propagandaminister, der sich selbst als „leidenschaftlicher Liebhaber der Filmkunst“ sah, persönlich zum obersten Filmherren des Reiches.
Für die Filmpropaganda wurden über 1500 mobile Filmtrupps eingesetzt. Diese waren in den kinoleeren Regionen unterwegs, um Propagandafilme zu zeigen. Oft wurden diese gut besucht, auch weil es auf dem Land kaum andere Unterhaltungsmöglichkeiten gab. Unmittelbar vor Beginn des Zweiten Weltkriegs wurden in der Wehrmacht und Waffen-SS sogenannte Propagandakompanien (PK) eingerichtet, die das Kriegsgeschehen filmen sollten, um die so entstehenden Bilder später propagandistisch verwerten zu können.
Von den insgesamt rund 1200 während des Regimes produzierten Spielfilmen dienten nur etwa 160 der direkten Propaganda. Ab 1934 wurde jedem Kinobesitzer vorgeschrieben, im Vorprogramm einen so genannten „Kulturfilm“ zu zeigen. Dies waren kurze, vermeintlich sachlich gehaltene Dokumentationsfilme über kulturelle, naturwissenschaftliche und pseudowissenschaftliche Themen wie Rassenlehre und Antisemitismus.
Die Propaganda im Film betraf jede Thematik und jedes Genre des Films. Bevorzugt von der NS-Propaganda genutzt wurden folgende Spielarten:
- Wochenschauen: Die im Vorprogramm des Kinos ausgestrahlten Nachrichtensendungen, die insbesondere vom militärischen Geschehen berichteten. Ab 1940 wurden die verschiedenen existierenden Wochenschauen zur Deutschen Wochenschau gleichgeschaltet, deren Produktion von Goebbels persönlich überwacht wurde.
- Kulturfilme: die bereits angesprochenen Kurzdokumentationen über Themen wie Rassenlehre, Blut und Boden.
- Parteitagsfilme: Sie berichteten in dokumentarischer Form über die Nürnberger Reichsparteitage. Der Sieg des Glaubens, Triumph des Willens oder Tag der Freiheit! – Unsere Wehrmacht von Leni Riefenstahl gelten als Werke von hoher technischer Brillanz, die sich in den Dienst der NS-Propaganda stellen. In diese Kategorie fällt auch der Film Der Marsch zum Führer.
- Spielfilme mit Propagierung des Führerprinzips: Hier wurde die Geschichte einer Führergestalt, beispielsweise die einer historischen Persönlichkeit dargestellt, um einen Bezug zur Gegenwart herzustellen. Beispiele sind Filme über Friedrich II. wie Fridericus (1937, Regie: Johannes Mayer, mit Bernhard Minetti) oder Der große König (1942, Regie: Veit Harlan, mit Gustav Fröhlich).
- Durchhaltefilme: Spätestens 1943 nach der Schlacht von Stalingrad wuchs die allgemeine Skepsis gegenüber dem propagierten „Endsieg“. Durchhaltefilme, die militärische Niederlagen zeigen, die letztendlich zu einem glanzvollen Sieg führen, sollten den Willen auch bei einer sicheren Niederlage stärken. Der letzte Film dieser Art war Kolberg.
- Propaganda im heiteren Film: 90 Prozent der während des NS-Regimes produzierten Filme waren so genannte H-Filme (Heitere Filme). Sie sollten die Bürger von Sorgen und Problemen ablenken und unterschwellig Werbung für NS-Ziele machen. In Quax, der Bruchpilot mit Heinz Rühmann in der Hauptrolle wurde zum Beispiel auf komödiantische Weise Werbung für die Luftwaffe gemacht.

Ab 1944 verschlechterten sich die Produktionsbedingungen für die Filmindustrie stark. Kinos und Produktionsstätten waren zerstört, Gebiete besetzt. Goebbels versuchte bis zum Ende die Filmwirtschaft am Leben zu erhalten. Leinwände wurden zwischen Ruinen aufgehängt. Noch während sich die sowjetischen Truppen Berlin näherten, plante Goebbels einen abendfüllenden Film über eine Berliner Bombennacht mit dem Titel Das Leben geht weiter.
Mehr als 40 ehemalige NS-Propagandafilme unterliegen als sog. Vorbehaltsfilme bis heute einem Vertriebsverbot und eingeschränkten Aufführungsmöglichkeiten.

### Lieder
Lieder spielten in der Propaganda des Nationalsozialismus eine bedeutsame Rolle. Zu den bekannten Liedern, die auf die NS-Propaganda zurückgehen oder von ihr instrumentalisiert wurden, gehören unter anderem das Horst-Wessel-Lied, das Sturmlied („Deutschland, erwache!“), Es zittern die morschen Knochen, Vorwärts! Vorwärts! schmettern die hellen Fanfaren, Siehst du im Osten das Morgenrot und Erika.

### Briefmarken
Wie auch von den Alliierten, wurden von deutscher Seite Briefmarken zu Propagandazwecken genutzt. Hierbei handelte es sich um Fälschungen von Marken, die beim Feind als „Standardmarken“ Verwendung fanden. Im Gegensatz zu so genannten Kriegsfälschungen, bei denen versucht wurde, das Original möglichst täuschend echt zu kopieren, handelte es sich bei den Propagandafälschungen um Marken, die dem Original nachempfunden, aber mehr oder weniger stark abgeändert wurden. Durch Verbreitung dieser Marken durch Agenten sollte die Bevölkerung verunsichert bzw. demoralisiert werden.
Die deutschen Markenfälschungen, die ab dem Spätsommer 1944 hergestellt worden sind, richteten sich ausschließlich gegen Großbritannien und wurden im KZ Oranienburg-Sachsenhausen produziert. Dabei wurden z. B. in der Markenserie, die 1937 anlässlich der Krönung von König Georg VI. herauskam, das Porträt seiner Frau Queen Elizabeth (die Queen Mum) durch jenes von Stalin ersetzt. Die meisten Fälschungen existierten von der britischen Freimarkenserie Michel-Nr. 221–226, die nur das Porträt Georgs VI. zeigten. Die durchgeführten Veränderungen der Marken waren subtiler: Hammer und Sichel in der Rose links, Davidstern statt Kreuz auf Krone, Davidstern in Distel rechts, Pennyzeichen aus Hammer und Sichel gebildet. Hinzu kamen vielfach Fantasieaufdrucke sowie vorgefertigte Propagandastempel, die nach dem erfolgten D-Day auf den angeblich bevorstehenden Verlust der britischen Kolonien hinweisen sollten.

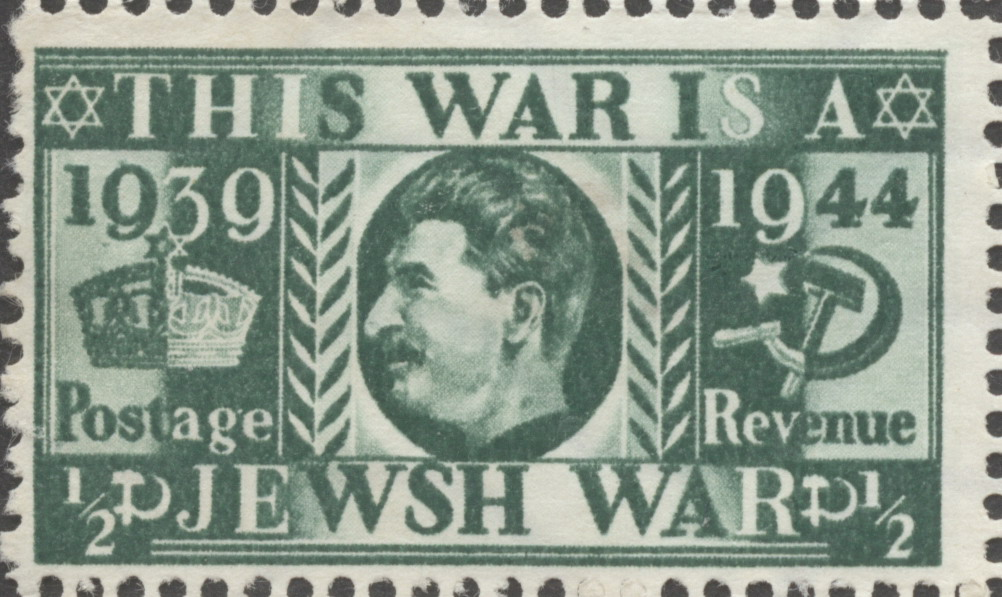
Gefälschte britische Briefmarke mit zahlreichen Veränderungen
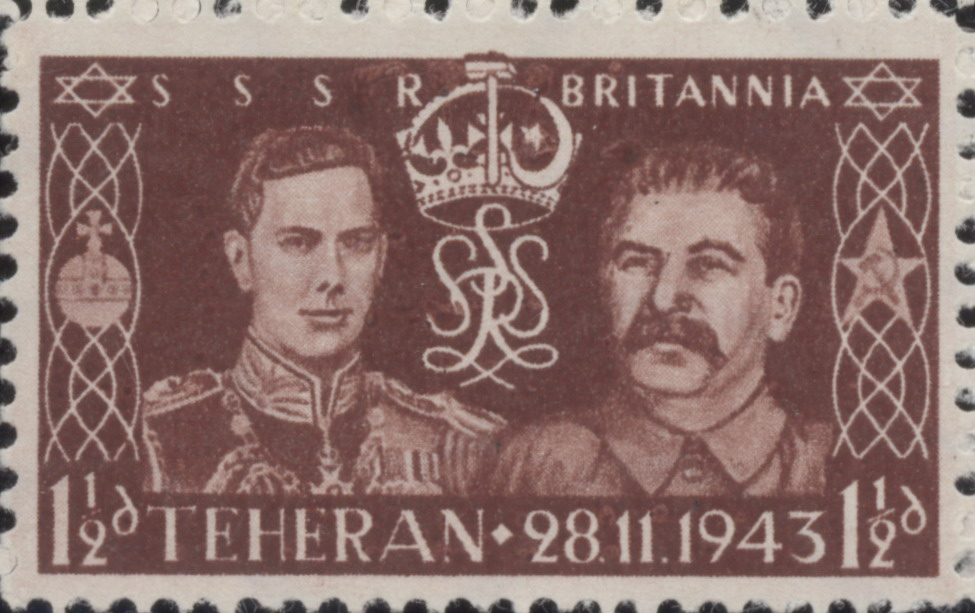
Gefälschte britische Briefmarke mit zahlreichen Veränderungen
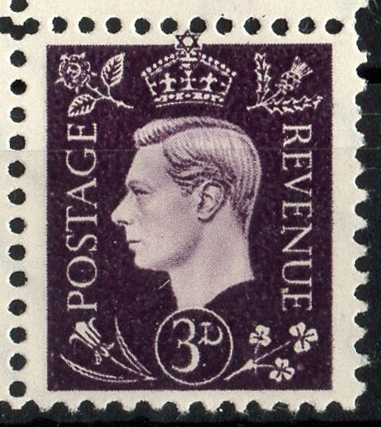
Gefälschte britische Briefmarke
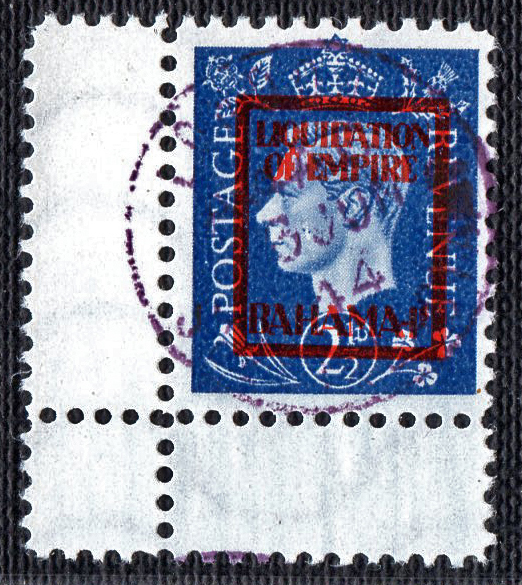
Gefälschte britische Briefmarke mit Propagandaaufdruck sowie Propagandastempel